# Polipnea
La polipnea (del grec πολύς 'molt, freqüent' + -πνοια 'respiració') consisteix en un augment de la freqüència i profunditat respiratòries. Es pot definir la polipnea com una combinació de taquipnea (respiració ràpida i superficial per sobre dels 20 cicles per minut) i hipernea (respiració profunda). Així, per exemple, el panteix és una taquipnea, mentre que la respiració sota esforç és una polipnea. Un cas extrem de polipnea és la respiració de Kussmaul que apareix en els pacients en coma cetoacídic.

## Valors de referència

### Nens menors a 5 anys
- Freqüència respiratòria: 25-60 vegades per minut.
- Volum d'intercanvi (circulant): 6 a 8 ml per cada kg de massa corporal.

### Nens d'entre 5 i 14 anys
- Freqüència respiratòria: 20 a 30 vegades per minut.
- Volum d'intercanvi: 6 a 8 ml per cada kg de massa corporal.

### Adults (majors de 14 anys)
- Freqüència respiratòria: 14-20 vegades per minut (una cada quatre batecs més o menys).
- Volum d'intercanvi: Aproximadament 500 ml.